# Jacques-Émile Blanche
Pour les articles homonymes, voir Blanche.
Jacques-Émile Blanche né le 31 janvier 1861 à Paris et mort le 30 septembre 1942 à Offranville (Seine-Inférieure), est un peintre, graveur et écrivain français.

## Biographie
Jacques-Émile Blanche bénéficie d'une éducation cosmopolite, ayant été élevé à Passy dans une demeure qui avait appartenu à la princesse de Lamballe. Afin de la transformer en clinique, elle avait été acquise par son grand-père, Esprit Blanche, psychiatre qui a compté parmi ses patients Gérard de Nerval. Son père, Émile Blanche, est également aliéniste, travaillant dans le même établissement. Cette maison gardait toujours une atmosphère empreinte de l'élégance et du raffinement du XVIIIe siècle et a influencé ses goûts et son travail. Élève de Stéphane Mallarmé, son professeur d'anglais au lycée Condorcet à Paris, Jacques-Émile Blanche se lia d'amitié avec Henri Bergson et André Gide. Excellent pianiste, il hésita à une époque entre la peinture et la musique.
Bien qu'il ait reçu l'enseignement d'Henri Gervex, Jacques-Émile Blanche peut être considéré comme un peintre autodidacte. Il fit ses premiers pas dans le milieu mondain sous la bienveillante protection du comte Robert de Montesquiou. Il acquiert une grande réputation de portraitiste. Son style, vivant et raffiné, porte l'empreinte de sources française et anglaise.
Son père meurt en 1893 à Passy, en son domicile de la rue des Fontis, non loin de la clinique familiale. L'année suivante, cette voie est renommée rue du Docteur-Blanche. Jacques-Émile y résida également.
En 1895, il épouse sa confidente et amie d'enfance Rose Lemoinne. Il fut aussi ami des surréalistes et des dadaïstes, parmi lesquels Jacques Rigaut, René Crevel et Jean Cocteau, dont la mère était très liée avec la famille Blanche. On peut compter parmi ses chefs-d'œuvre les portraits de son père, du poète Pierre Louÿs, du peintre Fritz Thaulow et ses enfants, d'Aubrey Beardsley et d'Yvette Guilbert.
Il fréquentait le salon de Geneviève Bizet, devenue ensuite Madame Straus, bien connu du Tout-Paris littéraire et artistique (Edgar Degas, Marcel Proust, Georges de Porto-Riche, Paul Bourget, etc.). Il fréquente aussi le salon de la comtesse Potocka.
Au début des années 1900, il est nommé chef d'atelier à l'Académie de la Palette. À partir de 1903, il expose au salon organisé par la Société nouvelle de peintres et de sculpteurs, dont il est membre.
En 1926 se crée la Société belfortaine des beaux-arts, qui organise chaque année jusqu'à la Seconde Guerre mondiale des expositions importantes aux musées de Belfort auxquelles Jacques-Émile Blanche participe en compagnie de Georges Fréset, René-Xavier Prinet, Jean-Eugène Bersier, Raymond Legueult, Anders Osterlind, Henry de Waroquier et Jules-Émile Zingg.
Il est élu membre de l'Académie des beaux-arts en 1935. Jacques-Émile Blanche est le neveu de l'architecte Léon Ohnet et le cousin de l'écrivain Georges Ohnet.
De 1902 et jusqu'à sa mort en 1942, il passe de longs moments dans sa propriété du manoir de Tôt à Offranville, près de Dieppe. Il fait don de nombreux tableaux et documents pour qu'y soit créé un musée. En 1995, cette commune ouvre le musée Jacques-Émile-Blanche. Le peintre est inhumé à Paris au cimetière de Passy dans le caveau familial.

## Distinctions
- Commandeur de la Légion d'honneur (1930).

## Œuvres

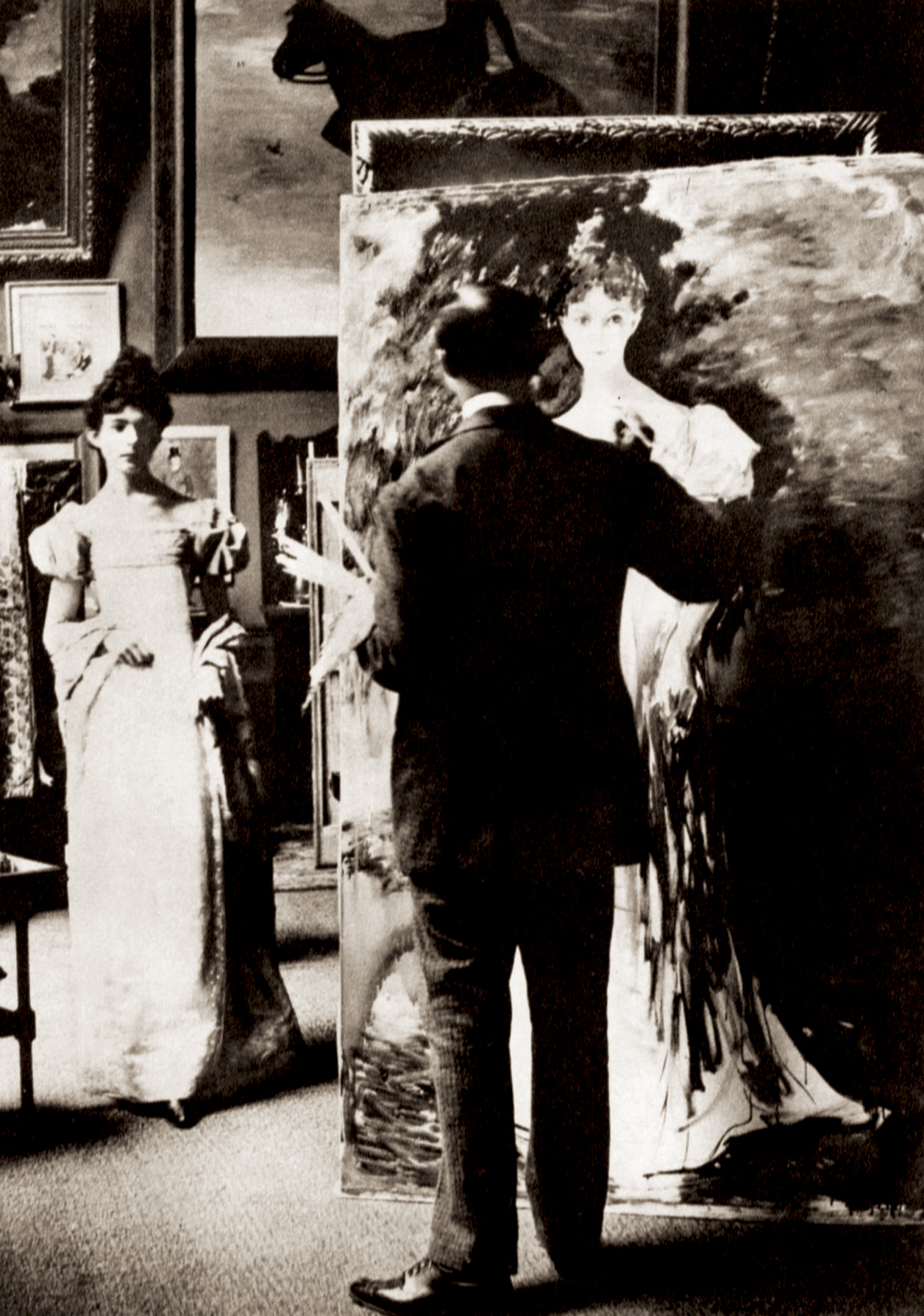
Jacques-Émile Blanche exécutant le portrait de Marie de Hérédia (1893), photographie de Giuseppe Primoli, Paris, bibliothèque de l’Arsenal.

Jane Roberts a publié en 2012 le catalogue raisonné de l’œuvre de Jacques-Émile Blanche.

### Œuvres picturales

#### Années 1800
- Jeune fille dans un jardin, 1887, Dieppe musée de Dieppe.
- Mademoiselle Meuriot sur son poney, 1889, Paris, Petit Palais.
- Portrait de Marcel Proust, 1892, Paris, musée d'Orsay[10].
- Portrait de Pierre Louÿs, 1893, collection particulière[11].
- Portrait dit de Wanda Zielinska, 1896-1897, musée des Beaux-Arts de Caen.
- Portrait du petit Jean Helleu, fils du peintre Paul César Helleu, 1897, musée des Beaux-Arts de Rouen.
- La Mandarine, Portraits de Mme Thaulow et de ses enfants, 1898, Paris, Petit Palais.
- Dahlias et capucines à l'urne d'argent, 2e moitié du XIXe siècle, Reims, musée des Beaux-Arts.
- Hortensias (grande chaleur), entre XIXe siècle et le 1er quart du XXe siècle, Reims, musée des Beaux-Arts.

#### Années 1900
- Portrait du peintre Josep Maria Sert, ~1903, MNAC [12].
- Le Chérubin de Mozart, 1904, musée des Beaux-Arts de Reims.
- Portrait de Lady Michelham, vers 1905, Paris, Petit Palais.
- Le Boudoir bleu, 1905, musée des Beaux-Arts de Lyon.
- La Panne, les hommes, 1901-1905, musée des Beaux-Arts de Lyon.
- La Panne, les femmes, vers 1905, musée des Beaux-Arts de Lyon.
- Portrait d'André Gide, 1912, musée des Beaux-Arts de Rouen.
- Jean Cocteau en pied à Offranville, 1912, musée des Beaux-Arts de Rouen.
- Fraulein Friedhander, 1913, musée de Cambrai[13].
- Fraulein Friedhander, 1913, musée de Cambrai[13].
- Igor Stravinsky, 1915, Paris, Cité de la musique[14].
- Portrait du Général Mangin, 1920, musée des Beaux-Arts de Dijon.
- Portrait d'Henry de Montherlant, 1922, musée des Beaux-Arts de Rouen.
- Le Groupe des Six, 1922, musée des Beaux-Arts de Rouen[15].
- Vente du poisson en gros, vers 1929, musée de Dieppe
- Place du Puits-Salé à Dieppe, 1929, localisation inconnue[16].
- Régates à Cowes , vers 1920-1930, musée des Beaux-Arts de Dijon.
- Entraînement de rugby, 1930, musée des Beaux-Arts de Dijon.
- Joueurs de Football, 1935, musée des Beaux-Arts de Dijon.
- La guerre d’Espagne, 1936, Musée d'Orsay à Paris, en France.

#### Non datées
- Portrait de Paul Morand, musée des Beaux-Arts de Rouen.
- Portrait de Gilda Darthy (en), musée des Beaux-Arts de Rouen[17].
- Portrait de René Crevel, Paris, musée Carnavalet.
- Portrait de Mary Cassatt, Paris, musée Carnavalet.
- Portrait de Jean Dupas, musée des Beaux-Arts de Bordeaux.
- Salon jaune à Offranville, ancienne collection Jean de Gaigneron, localisation inconnue[18].
- Étude pour un portrait de Raymond Radiguet[19], musée des Beaux-Arts de Rouen.
- Monte Olivetto, musée des Beaux-Arts de Dijon.

Œuvres de Jacques-Émile Blanche
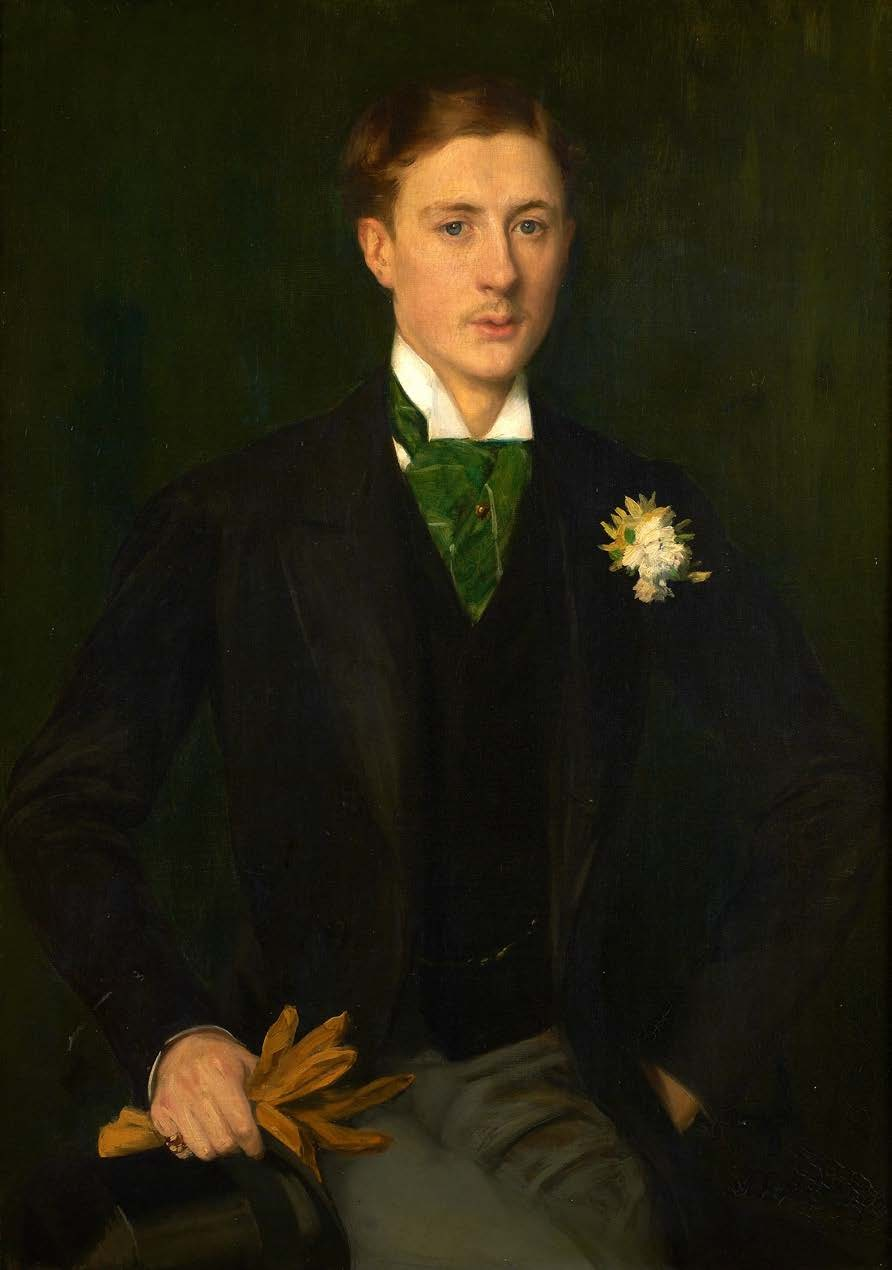
Portrait du peintre Paul Baignères (1891), Collection particulière.
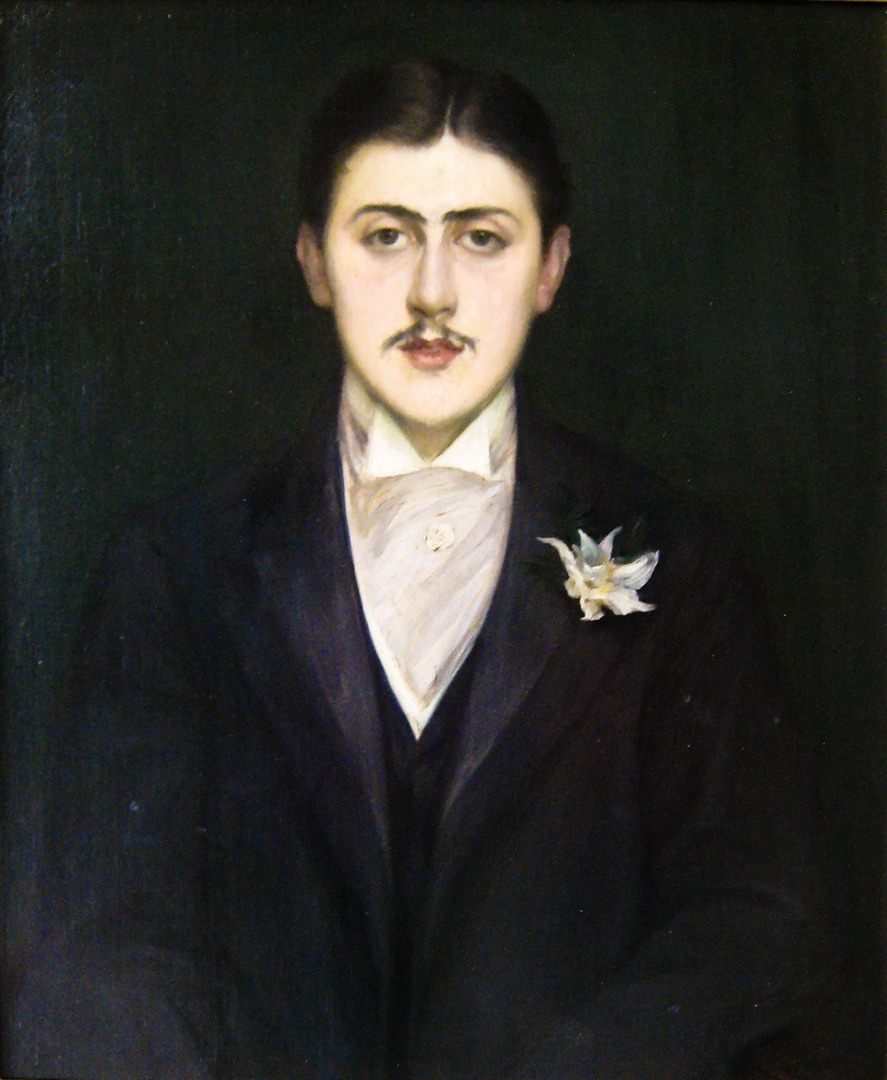
Portrait de Marcel Proust (1892), Paris, musée d'Orsay.
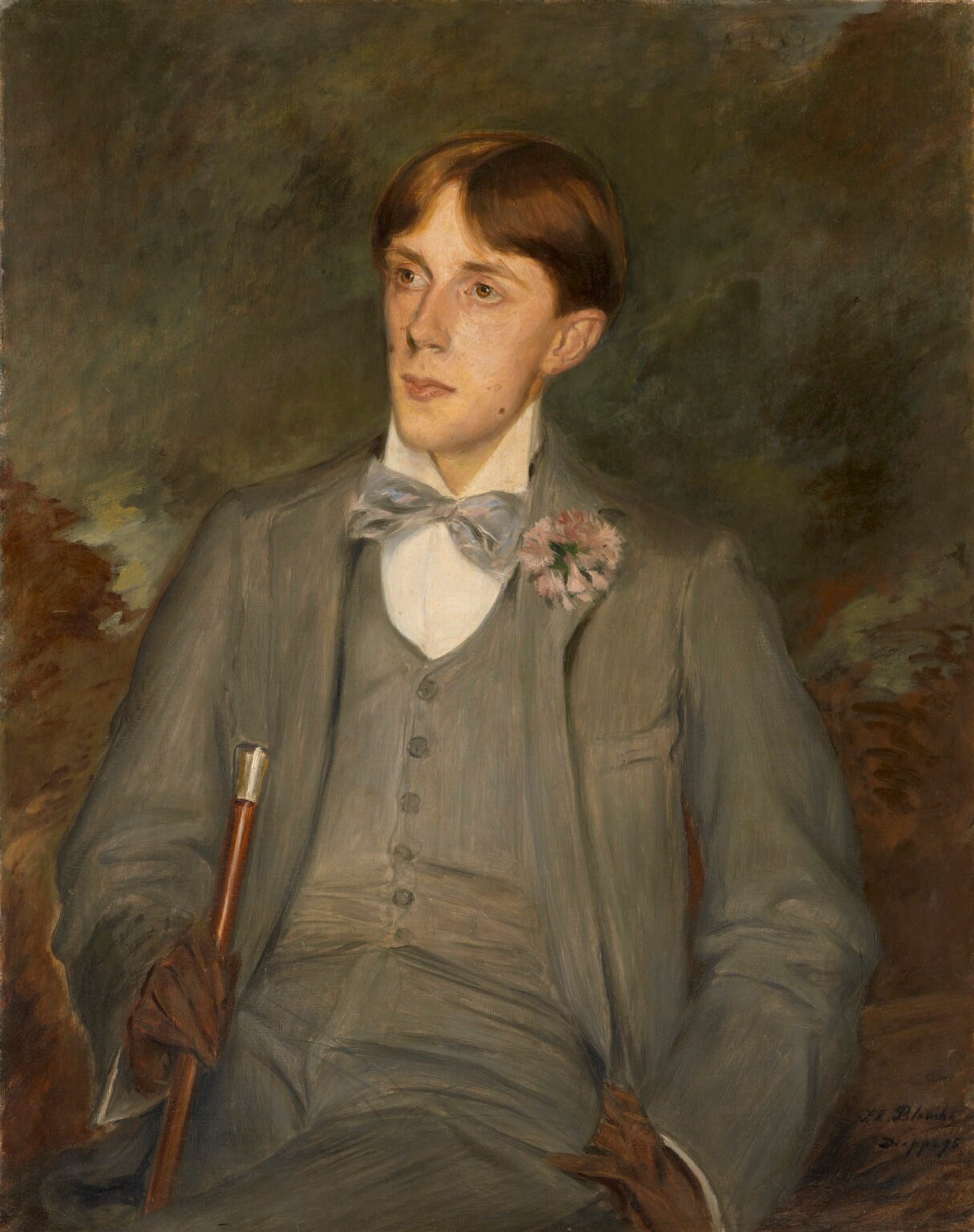
Aubrey Beardsley (1895), Londres, National Portrait Gallery.
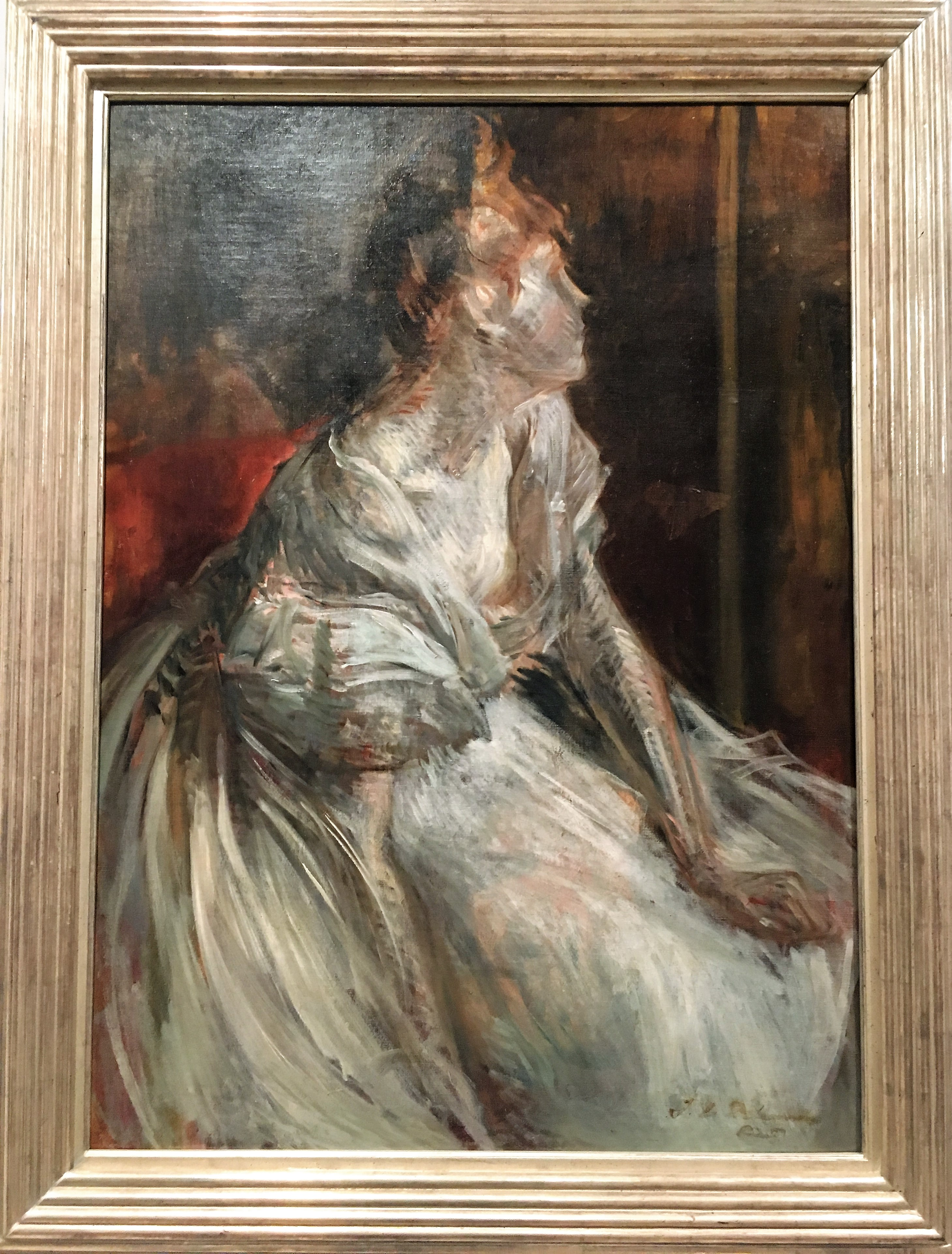
Portrait dit de Wanda Zielinska (1896-1897), musée des Beaux-Arts de Caen.
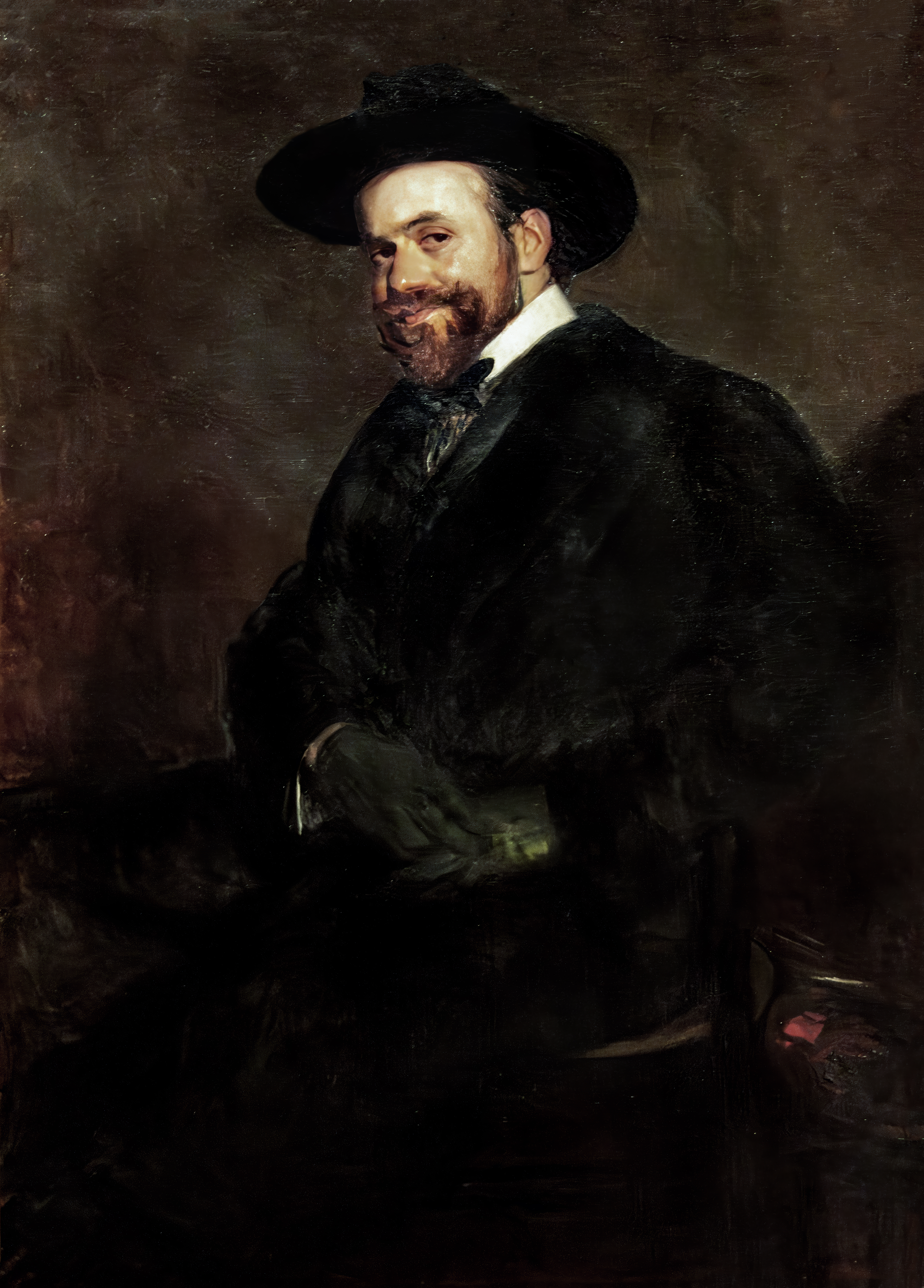
Portrait du peintre Josep Maria Sert (~1903) MNAC
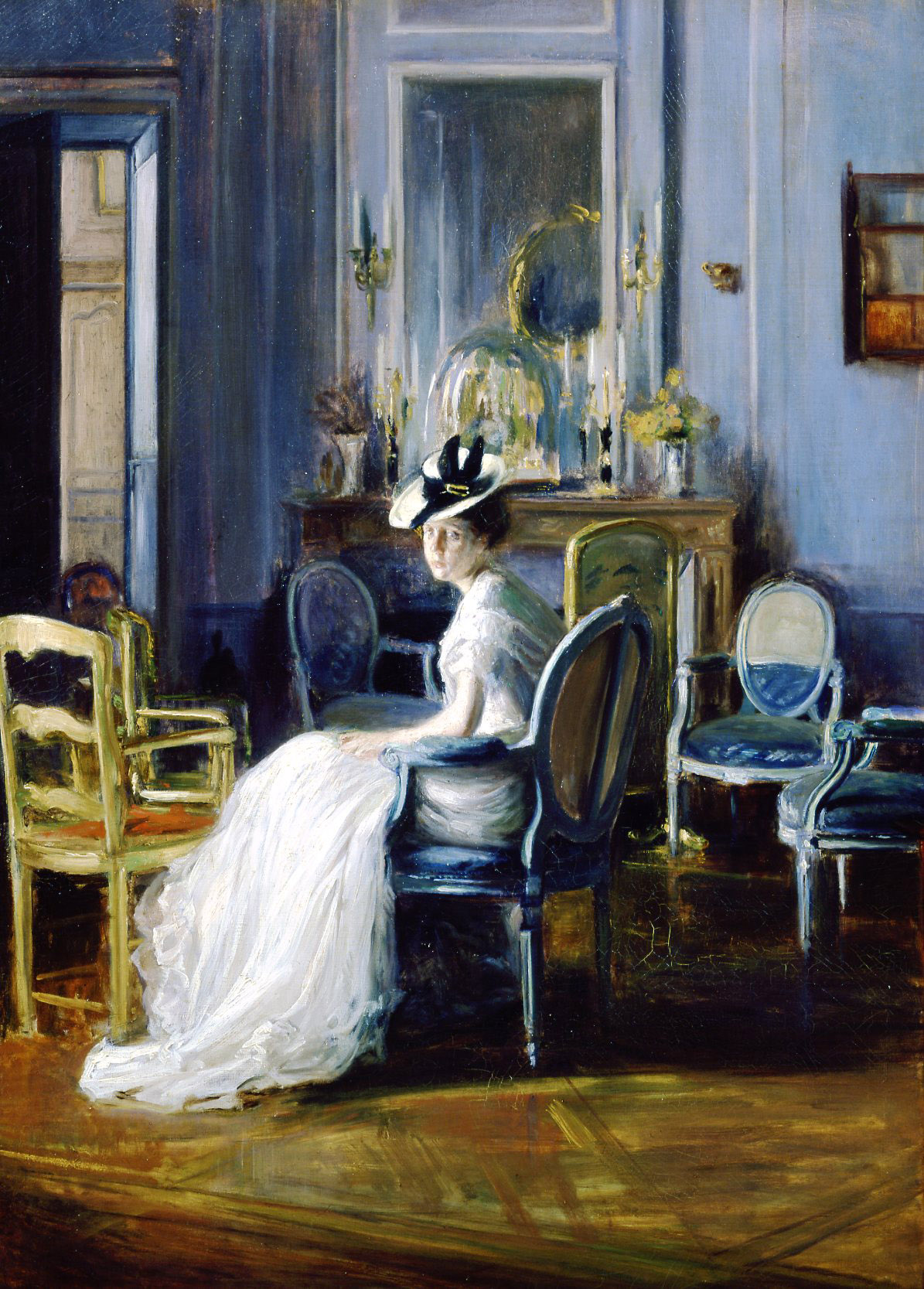
Le Boudoir bleu, vers 1905, musée des Beaux-Arts de Lyon
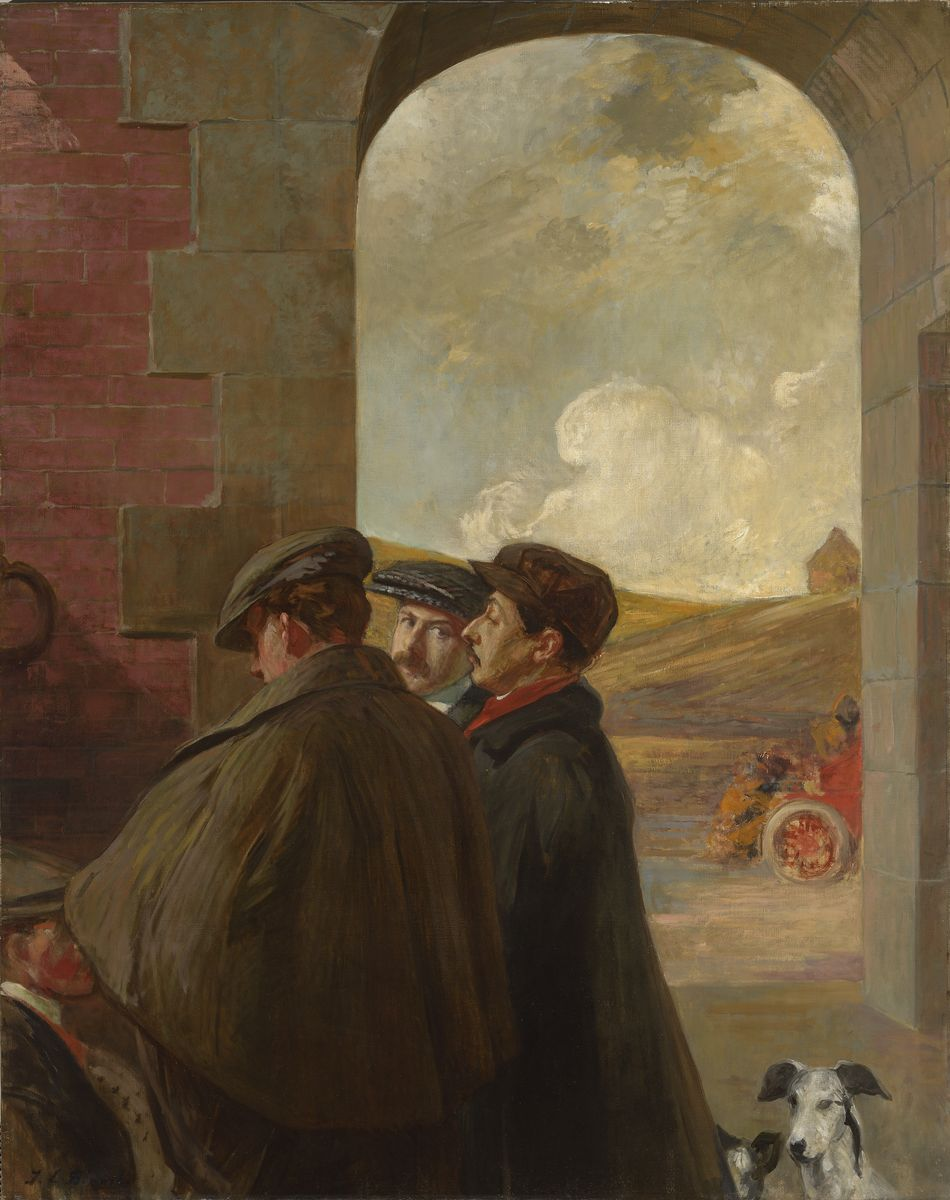
La Panne, Les Hommes, 1901-1905,  musée des Beaux-Arts de Lyon.
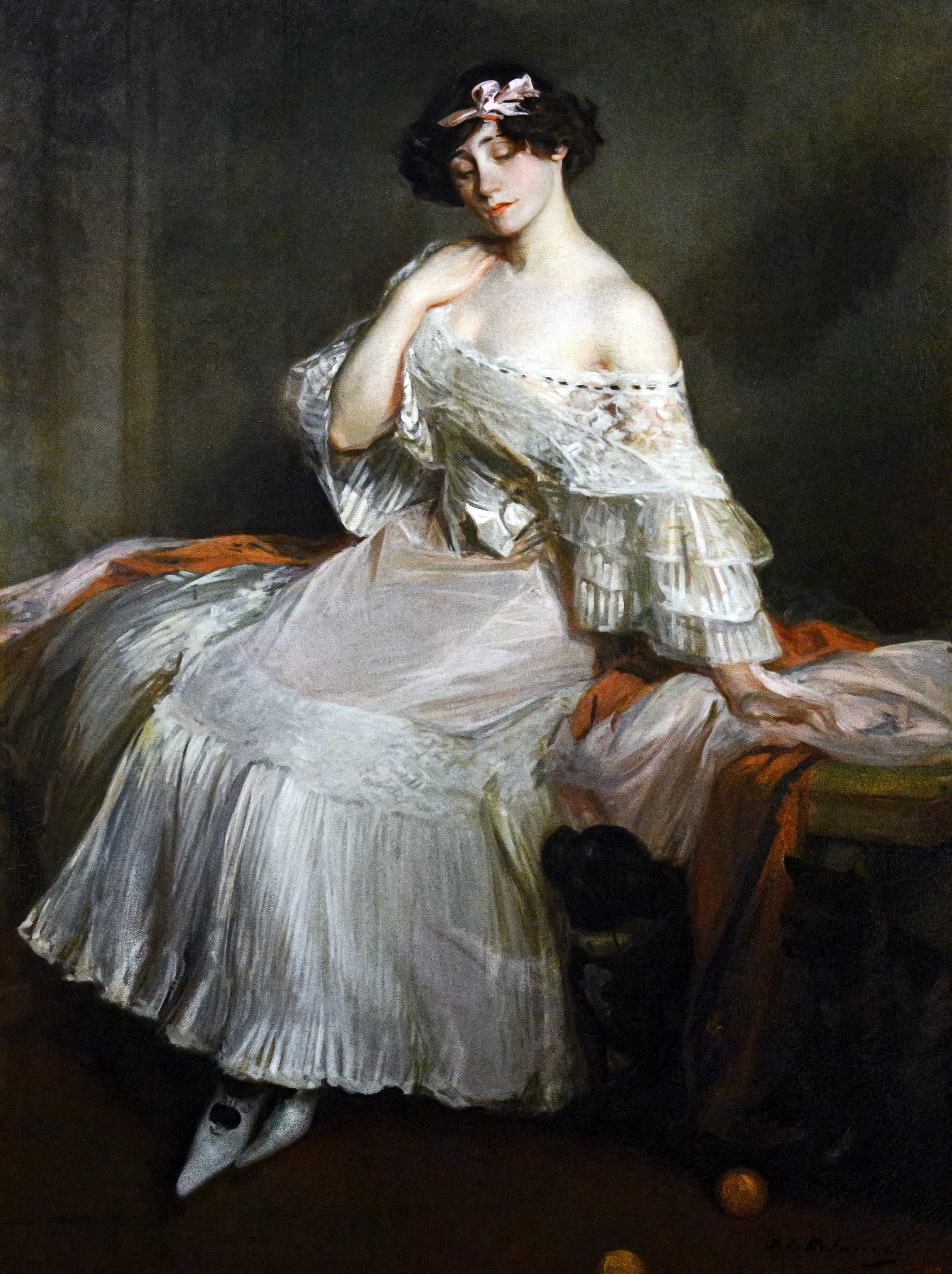
Portrait de la romancière Colette - Museu Nacional d'Art de Catalunya
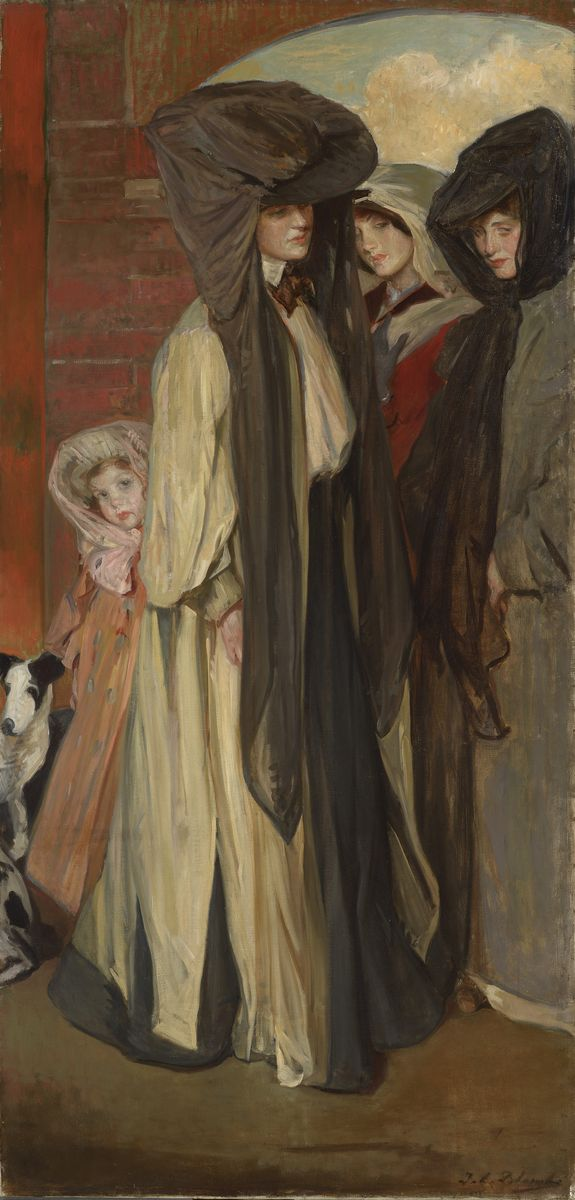
La Panne, Les Femmes, vers 1905 musée des Beaux-Arts de Lyon.
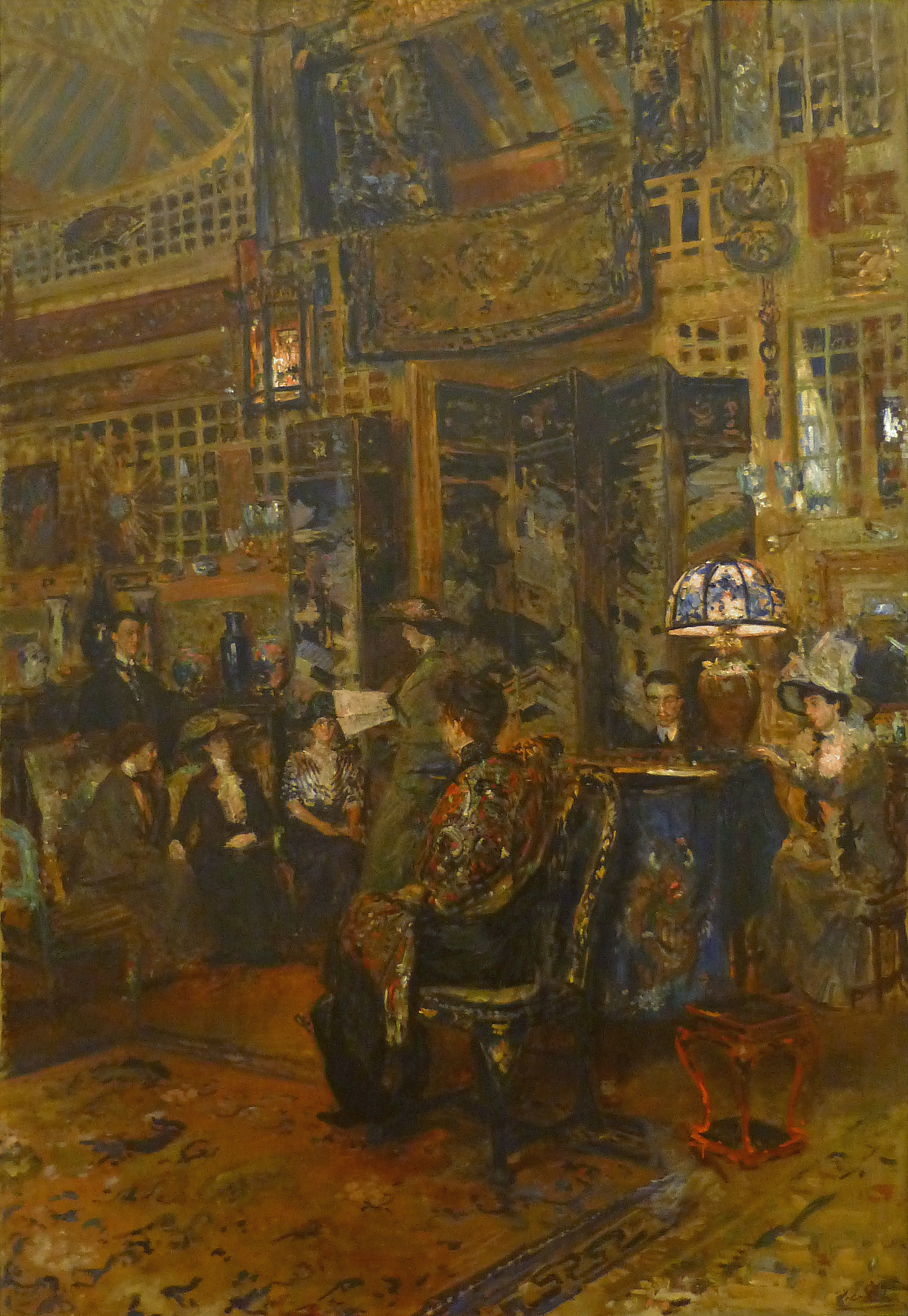
Le Concert (vers 1912), musée d'Art moderne et contemporain de Strasbourg.
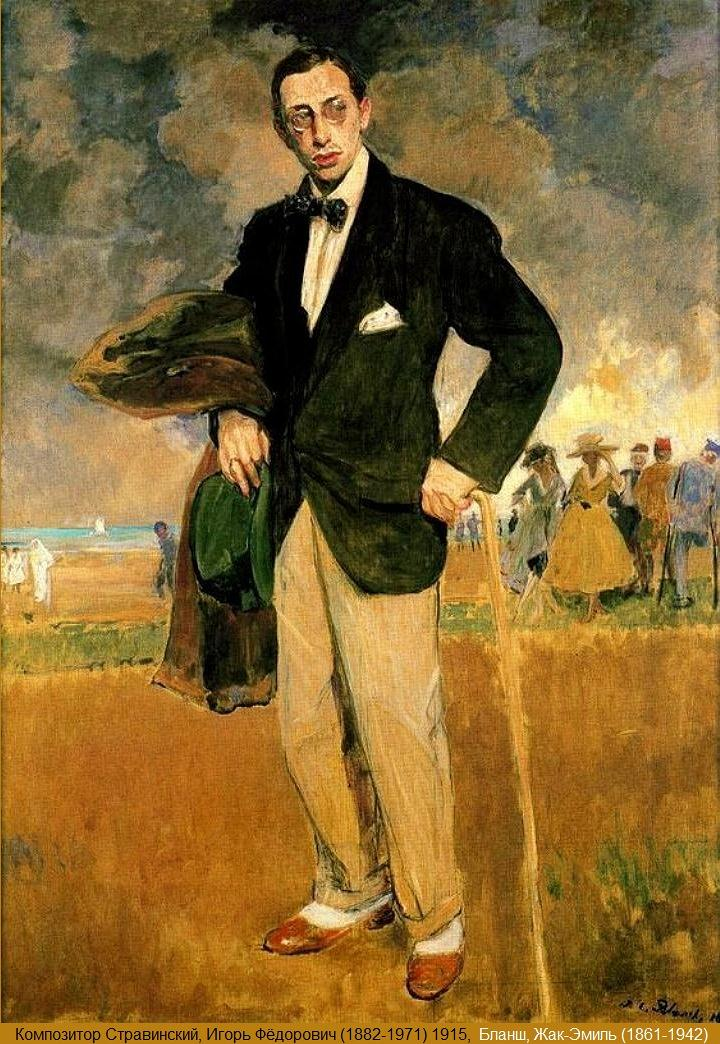
Igor Stravinsky (1915), Paris, Cité de la musique.
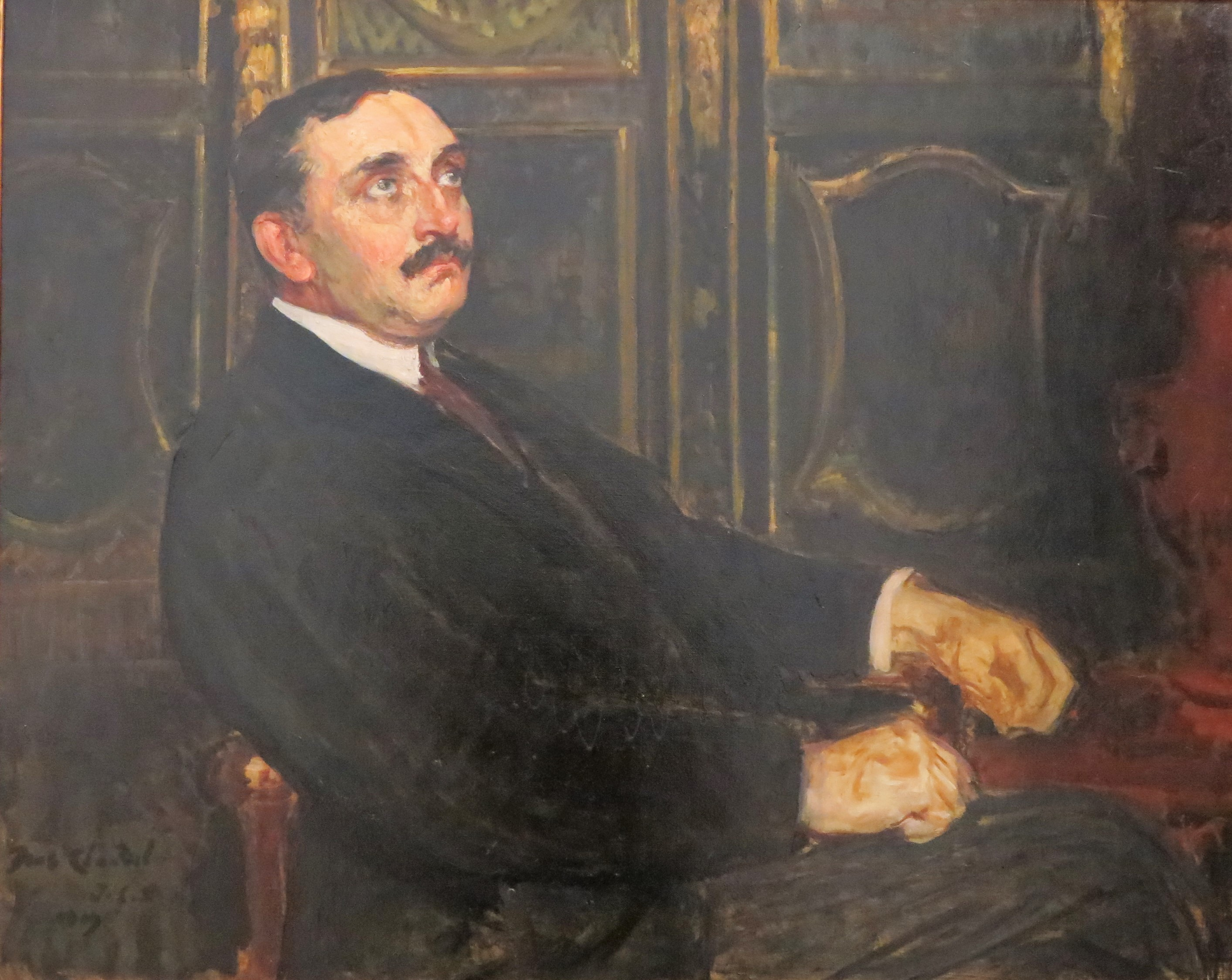
Paul Claudel en 1919, Musée des Beaux-Arts de Rouen
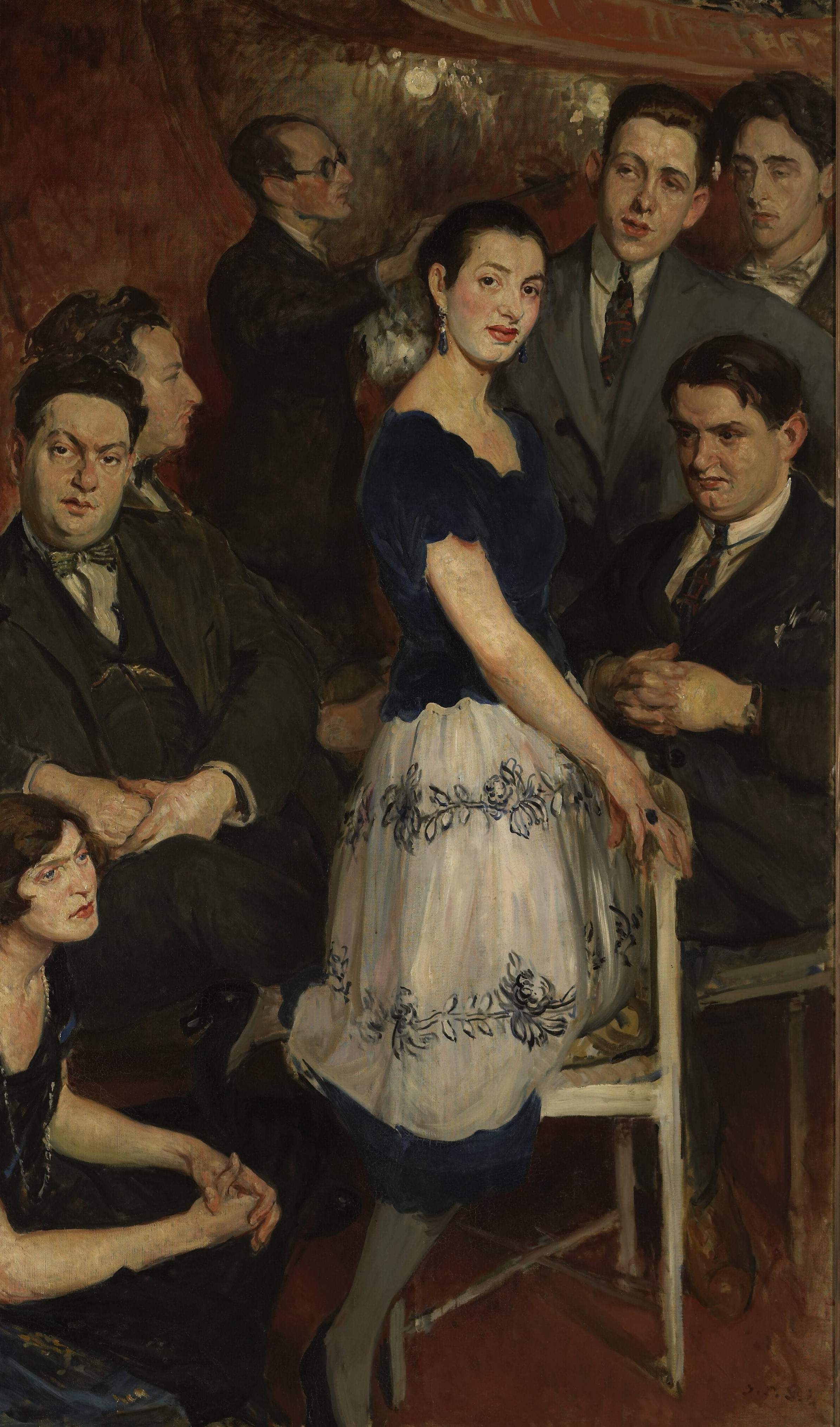
Le Groupe des Six (1922), musée des Beaux-Arts de Rouen.
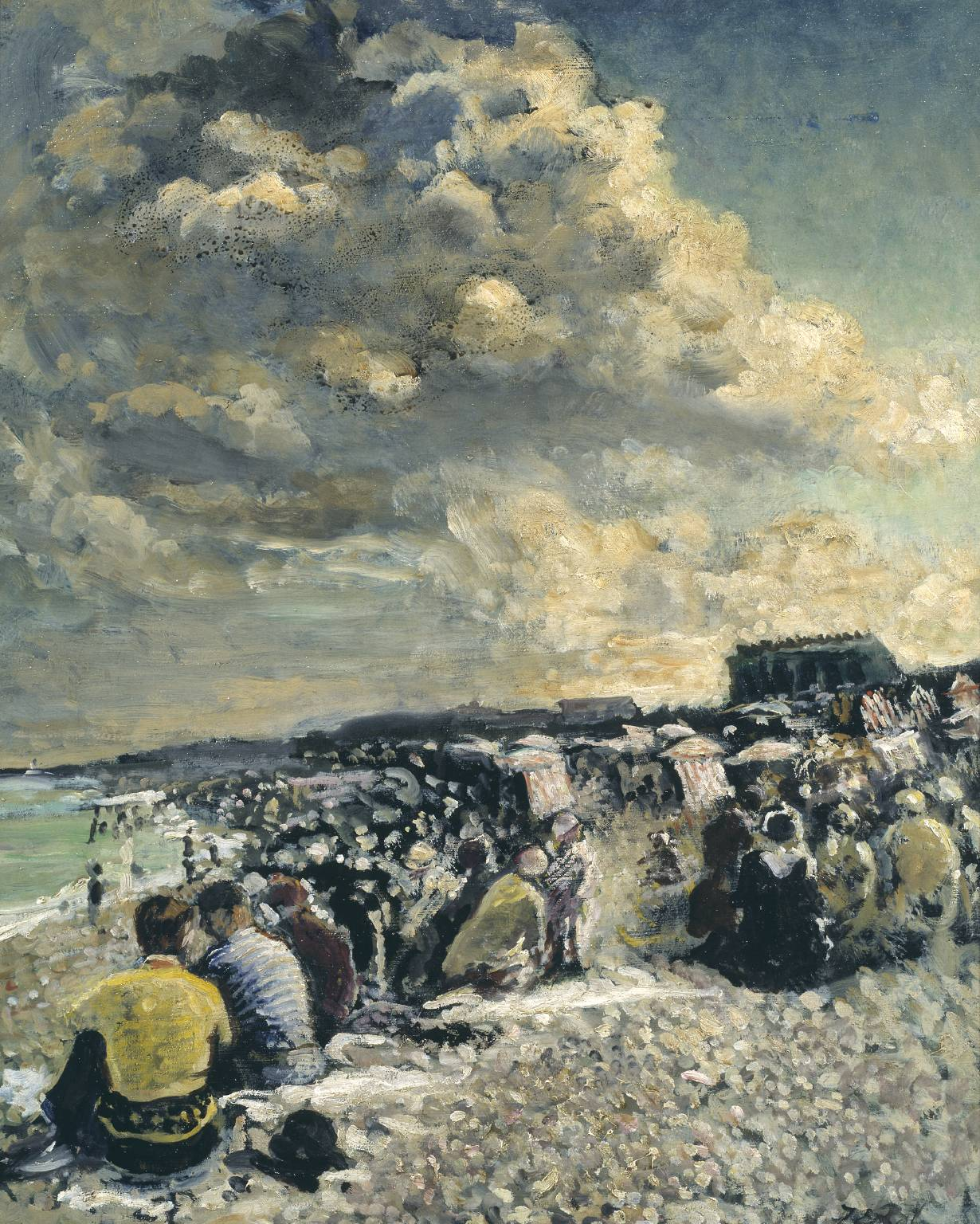
Matinée d'août, plage de Dieppe (vers 1934), Londres, Tate Britain.
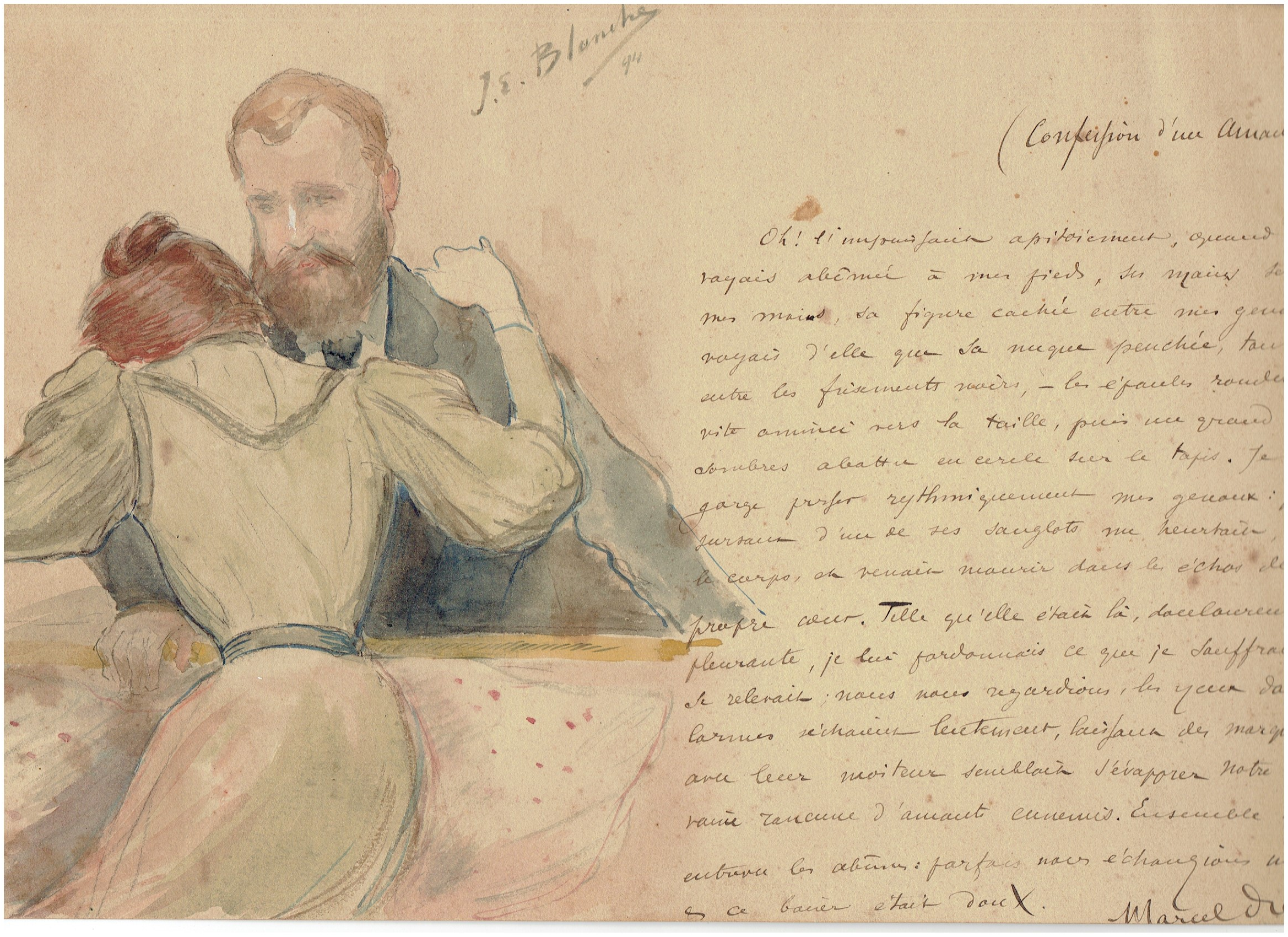
Lettre aquarellée de l'artiste avec l'esquisse d'un couple d'amoureux.

### Œuvres littéraires
- Essais et Portraits, Paris, Dorbon-Aîné, 1912.
- Cahiers d'un artiste I, juin-novembre 1914, Éditions de La NRF, 1915.
- Cahiers d'un artiste II, novembre 1914-juin 1915, Paris, Émile-Paul, 1916.
- Cahiers d'un artiste III, août-novembre 1915, Paris, Émile-Paul, 1917.
- Cahiers d'un artiste IV, novembre 1915-août 1916, Paris, Émile-Paul, 1919.
- Cahiers d'un artiste V, août-décembre 1916, Paris, Émile-Paul, 1919.
- Cahiers d'un artiste VI, décembre 1916-juin 1917, Paris, Émile-Paul, 1919.
- Propos de peintre I. De David à Degas, préface de Marcel Proust, Paris, Émile-Paul, 1919.
- L'Enfance de Georges Aymeris, Paris, Mercure de France, 1919.
- Tous des Anges, roman, Paris, Albin Michel, 1920.
- Propos de peintre II. Dates, précédé d'une Réponse à la Préface de Marcel Proust au De David à Degas, Paris, Émile-Paul, 1921.
- Aymeris, roman, édition originale, illustrée de compositions de l'auteur, Paris, Éditions de la Sirène, 1922.
- Les Cloches de Saint-Amarain, roman sous le pseudonyme de Jaime de Beslou, Paris, Émile-Paul, 1922.
- Idéologues, nouvelles, sous le pseudonyme de Jaime de Beslou, Paris, Éditions Kra, 1923.
- Manet, collection « Maîtres de l'Art moderne », Paris, F. Rieder, 1924.
- Le Bracelet tensimétrique, nouvelle, Paris, Éditions Kra, 1926.
- Dieppe, collection « Portrait de la France », Paris, Émile-Paul, 1927.
- Les Cloches de Saint-Amarain, roman, édition définitive, Paris, Émile-Paul, 1927.
- Propos de peintre III. De Gauguin à la Revue nègre, Paris, Émile-Paul, 1928.
- Mes modèles, Souvenirs littéraires, Paris, Stock, 1928.
- Passy, collection « Visages de Paris », Paris, Pierre Lafitte, 1928.
- Émilienne et la Maternité, roman, Paris, Stock, 1929.
- Aymeris, édition définitive, préface d'André Maurois, Paris, Plon, 1930.
- Les Arts plastiques de 1870 à nos jours, collection « La Troisième République », Paris, Les Éditions de France, 1931.
- Mémoires de Joséphin Perdrillon, précepteur, roman, Paris, Denoel et Steele, 1931.
- Les Trésors de la peinture française des primitifs au xvie siècle, en collaboration avec Élie Faure, Maurice Raynal et E.Tériade, Paris, Albert Skira, 1934.
- Portraits of a Lifetime, 1870-1914, traduction anglaise de Walter Clement, London, J. M. Dent and Sons, 1937.
- More Portraits of a Lifetime, 1918-1938, traduction anglaise de Walter Clement, London, J. M. Dent and Sons, 1939.
- In Memoriam patris et filii H. et B.P. d. G .S., Dieppe, Imprimerie de la Vigie, 1942.
- Souvenirs sur Walter Sickert, Alençon, Éditions de Malassis, 1943.
- Ernest Renan. Dessins et souvenirs, présenté par Daniel Halévy, Alençon, Poulet-Malassis. M. Dent and Sons, 1944.
- La Pêche aux souvenirs, Paris, Flammarion, 1949.
- Correspondance 1916-1942 avec François Mauriac, établie, présentée, annotée par Georges-Paul Collet, Paris, Grasset, 1976.
- Correspondance 1892-1939 avec André Gide, établie, présentée et annotée par Georges-Paul Collet, Gallimard, coll. « Cahiers André Gide 8 », Paris, 1979.
- Nouvelles lettres à André Gide (1891-1925), textes recueillis, établis et présentés par Georges-Paul Collet, Genève, Droz, 1982.
- Correspondance 1901-1939 avec Maurice Denis, établie, présentée, annotée par Georges-Paul Collet, Genève, Droz, 1989.
- Correspondance 1912-1939 avec Jean Cocteau, établie et présentée par Maryse Renault-Garneau, Paris, La Table ronde, 1993.
- Propos de peintre, compilation des meilleurs portraits, sélection opérée par Frédéric Mitterrand, Éditions Séguier, 2013  (ISBN 978-2-84049-667-0).

## Expositions
- Biennale de Venise, 1912 : panneaux décoratifs pour le pavillon français.
- « Du côté de chez Jacques-Émile Blanche. Un salon à la Belle Époque », du 10 octobre 2012 au 27 janvier 2013, Paris, Fondation Pierre-Bergé-Yves Saint-Laurent.
- « Jacques-Émile Blanche en Normandie - Cinquante ans de rencontres artistiques » du 25 mai 2013 au 13 octobre 2013, musée de Dieppe.
- « Jacques Émile Blanche Peintre, écrivain, homme du monde », du 7 mai au 6 septembre 2015, Évian, Palais Lumière.
- « Jacques Émile Blanche Portraitiste de la belle époque », du 14 mai au 18 septembre 2016, Deauville, Festival Normandie impressionniste.